# Sisobandrao (Sirombu)
Sisobandrao is een bestuurslaag in het regentschap Nias Barat van de provincie Noord-Sumatra, Indonesië. Sisobandrao telt 694 inwoners (volkstelling 2010).